# 宮島昭夫
宮島 昭夫（みやじま あきお、1957年10月17日 - ）は、日本の外交官。2017年（平成29年）8月2日からトルコ駐箚特命全権大使。2020年（令和2年）10月からポーランド駐箚特命全権大使。

## 経歴・人物
石川県出身。1981年（昭和56年）早稲田大学政治経済学部を卒業して、外務省に入省する。1982年-1984年英語研修（イェール大学大学院国際関係論修士課程）、オマーン、ワシントンでの大使館勤務を経て、1999年欧亜局大洋州課長、2001年北米局北米第一課長、2003年在大韓民国日本国大使館公使、2007年国際連合日本政府代表部公使、2011年大臣官房参事官兼国連担当大使、2012年大臣官房審議官兼国連担当大使、2013年在英国日本国大使館公使を経て、2014年（平成26年）7月16日、東京都政策企画局外務長に就任する。舛添要一東京都知事はそれまでの儀典長に替え、東京都の都市外交での基本方針の企画立案、政府や国内外の関係機関との調整などを行う外務長職を新設し、宮島を任命した。2016年（平成28年）2月2日、内閣府国際平和協力本部事務局長。2017年（平成29年）8月2日からトルコ駐箚特命全権大使。同年9月9日、着任。2020年（令和2年）10月、ポーランド駐箚特命全権大使。

## 同期
- 兼原信克（14年国家安全保障局次長兼務・12年内閣官房副長官補）
- 泉裕泰（19年日本台湾交流協会台北事務所長・17年バングラデシュ大使）
- 上月豊久（15年ロシア大使）
- 岡村善文（19年OECD大使・17年人権人道担当大使）
- 山田彰（17年ブラジル大使・14年メキシコ大使）
- 上村司（21年日本国政府代表（中東和平担当特使）、17年サウジアラビア大使）
- 佐藤地（17年駐ハンガリー大使・15年ユネスコ大使）
- 側嶋秀展（19年ミクロネシア大使・16年ザンビア大使）
- 香川剛廣（18年国際貿易・経済担当大使・15年エジプト大使）
- 石兼公博（19年国連大使・17年カナダ大使）
- 高岡正人（19年クウェート大使・16年モンゴル大使・13年シドニー総領事・12年イラク大使）
- 高木昌弘（21年駐ドミニカ共和国大使・20年クリチバ総領事）
- 冨田浩司（21年駐米大使・19年韓国大使・15年イスラエル大使）
- 川村裕（24年依願免職・20年ノルウェー大使・18年沖縄大使・14年コートジボワール兼トーゴ兼ニジェール大使）
- 川村泰久（19年カナダ大使）
- 嘉治美佐子（19年クロアチア大使・14-17年ジュネーヴ代表部大使）
- 重枝豊英（15年リトアニア大使）
- 石井哲也（17年トンガ大使）
- 岡田誠司（20年バチカン大使・17年南スーダン大使）
- 冨永純正（14年青年海外協力協会会長・11年コンゴ民主共和国大使）
- 奥克彦（イラク日本人外交官射殺事件犠牲者[8]、03年殉職のため大使の称号付与）
- 伊藤光子（15年世界の子どもにワクチンを日本委員会事務局長）
- 福嶌教輝（21年駐メキシコ大使・15年駐アルゼンチン大使）
- 福嶌香代子（19年ナッシュビル総領事）